# Општина Сандулешти (Клуж)
Сандулешти (рум. Sănduleşti) општина је у Румунији у округу Клуж.
Oпштина се налази на надморској висини од 446 m.